# Coimbra
Coimbra je grad u općini Coimbri u Portugalu. 

## Zemljopisni položaj
Sjedište je regije Centro, kao i Distrikta Coimbra te podregije Baixo Mondego.

## Povijest
Iako je bila glavni grad nacije u razvijenom srednjem vijeku, poznatija je po sveučilištu University of Coimbra, koje je osnovano 1290. te je jedno od najstarijih u Europi i najstarija akademska institucija u portugalskom govornom području.
U gradu postoje važni arheološki ostaci građevina iz vremena kad je bila rimski grad Aeminium, poput dobro očuvanog akvedukta i kriptoportikusa, kao i iz razdoblja kad je bio glavni grad Portugala (od 1139. do oko 1260.). U kasnom srednjem vijeku, slabi kao političko središte Kraljevine Portugal te se počela razvijati u veliki sveučilišni centar osnivanjem Sveučilišta u Coimbri. Sveučilište, koje je jedno od najstarijih u Europi, zbog svojih monumentalnih građevina i povijesti privlači posjetitelje iz cijelog svijeta, što grad čini važnom turističkom destinacijom. 

## Kultura
Sveučilište u Coimbri (portugalski: Universidade de Coimbra, skr. UC) je javno sveučilište u gradu Coimbra koje je osnovano 1290. godine i jedno je od najstarijih sveučilišta koje neprekinuto djeluje u svijetu, te najstarije sveučilište, najveća visokoškolska i istraživačka ustanova u Portugalu. Na Sveučilištu je 1985. utemeljena udruženje uglednih europskih sveučilišta Coimbrska skupina.

## Gospodarstvo
Coimbra je jedan od najvažnijih urbanih centara Portugala, ali je ipak manja od metropolitanskog područja Lisabona i metropolitanskog područja Porta. Coimbra igra ulogu glavnog urbanog središta u središnjem dijelu zemlje.

## Stanovništvo
Prema popisu stanovništva iz 2001. grad je imao 101.069 stanovnika, a općina je imala 148.443 na 319,4 km² površine. Više od 430.000 stanovnika živi u većem metropolitanskom području Coimbre i uključuje 16 općina koje se prostiru na više od 3.372 km².  Poput većine sveučilišnih gradova Coimbra je dom mnogim studentima koji dolaze sa svih strana, uključujući i tisuće stranih studenata.

## Šport
- nogometni klub "Associação Académica de Coimbra"